# (233960) 2010 AX2
(233960) 2010 AX2 es un asteroide perteneciente al cinturón exterior de asteroides, descubierto el 7 de enero de 2010 por Andrew Lowe desde el iTelescope Observatory (Mayhill), Mayhill (Nuevo México), Estados Unidos.

## Designación y nombre
Designado provisionalmente como 2010 AX2.

## Características orbitales
2010 AX2 está situado a una distancia media del Sol de 3,249 ua, pudiendo alejarse hasta 3,476 ua y acercarse hasta 3,022 ua. Su excentricidad es 0,069 y la inclinación orbital 11,56 grados. Emplea 2139 días en completar una órbita alrededor del Sol.

## Características físicas
La magnitud absoluta de 2010 AX2 es 15,1. Tiene 5,655 km de diámetro y su albedo se estima en 0,055.